# GKS Třinec
GKS Třinec byl český futsalový klub z Třince. V roce 1993 se klub stal zakládajícím členem první pravidelné celostátní ligy v republice. V průběhu sezóny 1999/00 se klub odhlásil ze severomoravské skupiny Divize a následně ukončil svoji činnost. Těsně po zániku byl ve městě založen klub SKP Betas Třinec, později SKP ČR Ocel Třinec.

## Vývoj názvů klubu
Zdroj:
- GKS Třinec
- 1993 – GKS MOND Třinec
- 1995 – GKS Třinec

## Získané trofeje
- Československé mistrovství ( 2x )
  - 1989, 1991[3]

## Umístění v jednotlivých sezonách
Zdroj:
Legenda: Z – zápasy, V – výhry, R – remízy, P – porážky, VG – vstřelené góly, OG – obdržené góly, +/- – rozdíl skóre, B – body, červené podbarvení – sestup, zelené podbarvení – postup, světle fialové podbarvení – přesun do jiné soutěže
| Česko (1993 – 2000) |                                    |        |                                                            |                                                            |                                                            |                                                            |                                                            |                                                            |                                                            |                                                            |                                                            |                                                            |
| Sezóny              | Liga                               | Úroveň | Z                                                          | V                                                          | R                                                          | P                                                          | VG                                                         | OG                                                         | +/-                                                        | B                                                          | P. ZČ                                                      | Play-off                                                   |
| 1993                | 1. celostátní liga                 | 1      | 11                                                         | 7                                                          | 3                                                          | 1                                                          | 43                                                         | 21                                                         | +22                                                        | 17                                                         | 3.                                                         |                                                            |
| 1993/94             | 1. celostátní liga                 | 1      | 30                                                         | 21                                                         | 4                                                          | 5                                                          | 155                                                        | 77                                                         | +78                                                        | 46                                                         | 4.                                                         |                                                            |
| 1994/95             | 1. celostátní liga                 | 1      | 30                                                         | 9                                                          | 1                                                          | 20                                                         | 95                                                         | 133                                                        | -38                                                        | 28                                                         | 14.                                                        |                                                            |
| 1995/96             | Oblastní liga – sk. Severní Morava | 3      | 16                                                         | 10                                                         | 1                                                          | 5                                                          | 72                                                         | 47                                                         | +25                                                        | 31                                                         | 2.                                                         |                                                            |
| 1996/97             | Oblastní liga – sk. Severní Morava | 3      | 15                                                         | 12                                                         | 0                                                          | 3                                                          | 69                                                         | 38                                                         | +31                                                        | 36                                                         | 2.                                                         |                                                            |
| 1997/98             | 2. liga – sk. Východ               | 2      | 22                                                         | 5                                                          | 0                                                          | 7                                                          | 85                                                         | 139                                                        | -54                                                        | 15                                                         | 11.                                                        |                                                            |
| 1998/99             | Divize – sk. Severní Morava        | 3      | 15                                                         | 6                                                          | 2                                                          | 7                                                          | 51                                                         | 39                                                         | +12                                                        | 20                                                         | 9.                                                         |                                                            |
| 1999/00             | Divize – sk. Severní Morava        | 3      | Klub se odhlásil v průběhu sezóny, výsledky byly anulovány | Klub se odhlásil v průběhu sezóny, výsledky byly anulovány | Klub se odhlásil v průběhu sezóny, výsledky byly anulovány | Klub se odhlásil v průběhu sezóny, výsledky byly anulovány | Klub se odhlásil v průběhu sezóny, výsledky byly anulovány | Klub se odhlásil v průběhu sezóny, výsledky byly anulovány | Klub se odhlásil v průběhu sezóny, výsledky byly anulovány | Klub se odhlásil v průběhu sezóny, výsledky byly anulovány | Klub se odhlásil v průběhu sezóny, výsledky byly anulovány | Klub se odhlásil v průběhu sezóny, výsledky byly anulovány |